# Parque Kakuzan
O Parque Kakuzan (Japonês:鶴山公園 - Kakuzan Kouen) é um parque da cidade de Tsuyama, na província de Okayama no Japão.
O parque é constituído principalmente pelas fundações do que na antiguidade foi a proto-cidade de Tsuyama, e o Castelo de Tsuyama (Japonês:津山城 - Tsuyama Jou).
Hoje em dia, o parque se transformou numa importante atração turística da cidade de Tsuyama, sendo que principalmente no mês de Abril, onde em todo o Japão se comemora a festa do Hanami (Japonês: 花見), que significa literalmente ver as flores, o local atrai turista de várias regiões do Japão, que vem apreciar a beleza das flores de cerejeira.